# Ariano nel Polesine
Ariano nel Polesine è un comune italiano di 3 732 abitanti della provincia di Rovigo in Veneto.

## Geografia fisica
- Classificazione sismica: zona 4 (sismicità molto bassa), secondo l'ordinanza P.C.M. n. 3274 del 20 marzo 2003, aggiornata al 16/01/2006.

### Territorio
Il comune dà il nome anche all'isola di Ariano, un territorio compreso tra i rami del Po di Goro, del Po di Venezia e del Po di Gnocca, facente parte del delta del Po. L'isola di Ariano comprende i comuni di Ariano nel Polesine, Corbola e Taglio di Po. Il confine sud si estende per tutta la lunghezza del Po di Goro, il quale è anche confine tra le regioni Veneto ed Emilia-Romagna.
Il territorio comunale ha una curiosa conformazione geografica: si estende in lunghezza dalla frazione di Santa Maria in Punta sino alla località Bacucco, sul mare Adriatico, per una quarantina di km, mentre dalla frazione di Rivà sino al mare, circa 20 km, il territorio è largo solo qualche centinaio di metri. In località Ca' Vendramin il territorio comunale si riduce in pratica al solo argine, in quanto è presente una circoscritta enclave del comune di Taglio di Po, sede del Museo Regionale della Bonifica, ricavato all'interno di una grande idrovora dismessa, già appartenente al Consorzio di bonifica Delta Po. A est di Rivà il territorio è molto giovane: si è formato assieme all'attuale cuspide deltizia in seguito al taglio di Porto Viro, operato dalla Serenissima nel 1600 e ultimato il 16 settembre 1604.
Questo ha comportato il fatto che ancora oggi la superficie comunale stia aumentando leggermente e, assieme ai comuni di Porto Tolle e Porto Viro, costituisca l'unico territorio italiano tuttora in espansione.
È il comune più meridionale della Regione Veneto.
Fa parte del Parco regionale veneto del Delta del Po e del Parco interregionale Delta del Po, anche se quest'ultimo non è ancora pienamente operativo.
Il comune fa parte del Distretto RO 2 di Protezione Civile e antincendio boschivo.

### Clima
Il comune è compreso nella zona climatica E. GR-G: gradi-giorno 2347.
La primavera è fresca e piovosa e l'autunno nebbioso o piovoso. L'inverno è nebbioso con parentesi di clima più asciutto e temperature abbastanza rigide dovute all'anticiclone siberiano; le precipitazioni nevose sono rare ed effimere. Durante l'estate il clima è caldo afoso, interrotto occasionalmente da forti temporali e acquazzoni. Tutti i valori sono mitigati dalla relativa vicinanza al mare; infatti nella notte tra il 12 e il 13 gennaio 1985 la temperatura più bassa registrata fu di -14 gradi Celsius, quando a meno di 70 km, a Molinella, vi fu il record a −29 °C. Non risultano dati ufficiali precedenti, anche se è probabile che il record sia stato raggiunto durante l'ondata di freddo del gennaio e febbraio 1929, un periodo insolitamente lungo che portò il fiume Po a gelare, consentendo il passaggio sul ghiaccio a persone e carri, come testimoniato da foto d'epoca.

### Temperature
La stazione meteorologica più vicina è la Stazione meteorologica di Papozze, in località Panarella del comune di Papozze. In base alla media trentennale di riferimento 1961-1990, la temperatura media del mese più freddo, gennaio, si attesta a +1,5 °C, quella del mese più caldo, luglio, è di +23,5 °C.
| ARIANO NEL POLESINE | Mesi | Mesi | Mesi | Mesi | Mesi | Mesi | Mesi | Mesi | Mesi | Mesi | Mesi | Mesi | Stagioni | Stagioni | Stagioni | Stagioni | Anno |
| ARIANO NEL POLESINE | Gen  | Feb  | Mar  | Apr  | Mag  | Giu  | Lug  | Ago  | Set  | Ott  | Nov  | Dic  | Inv      | Pri      | Est      | Aut      | Anno |
| ------------------- | ---- | ---- | ---- | ---- | ---- | ---- | ---- | ---- | ---- | ---- | ---- | ---- | -------- | -------- | -------- | -------- | ---- |
| T. max. media (°C)  | 4,6  | 8,7  | 12,9 | 18,5 | 23,8 | 27,5 | 29,7 | 29,4 | 25,8 | 20,2 | 12,5 | 6,5  | 6,6      | 18,4     | 28,9     | 19,5     | 18,3 |
| T. min. media (°C)  | −1,7 | −0,2 | 3,2  | 8,0  | 12,1 | 15,8 | 17,2 | 16,9 | 14,3 | 10,3 | 5,7  | 0,2  | −0,6     | 7,8      | 16,6     | 10,1     | 8,5  |

## Origini del nome
Il nome di Ariano deriva probabilmente da Atria, ora Adria, antica città etrusca sul mare che ha dato il suo nome anche alle lagune e allo stesso mare Adriatico.
Sino all'XI secolo Ariano è infatti citata con il nome Adriano (Hadriani o Radriani), ma anche Atriano, volgarmente poi ridotto ad Ariano in epoca medioevale dopo la rotta di Ficarolo che formò la parte ovest dell'isola omonima; successivamente chiamato anche "Ariano austriaco" o "Ariano sinistro" (Ariano alla sinistra del Po di Goro). Mantenne il nome di Ariano fino al regio D
decreto 7-7-1867 n. 3807.

## Storia
Il nucleo abitato più importante sino all'epoca romana era localizzato sulla via Popilia, iniziata nel 132 a.C. dal console Publio Popilio Lenate, nei pressi dell'attuale località San Basilio.
La più antica mappa dell'antichità, la Tabula Peutingeriana, indica Hadriani o Radriani stazione di posta tra Corniculani (Mezzogoro) a sud e VII Mària (Septem Mària) a nord, lungo la via Popilia, non menzionando altre località arianesi, confermando l'importanza che rivestiva allora San Basilio.
Recentissime scoperte archeologiche in Polesine hanno rinvenuto depositi di ambra del Baltico, avvalorando l'ipotesi che il centro portuale di San Basilio (assieme ad Atria e Spina) fosse un terminale della via dell'ambra che dal Baltico, attraverso i porti dell'alto Adriatico controllati dagli Etruschi, raggiungeva le antiche colonie greche, con le quali si scambiavano tra l'altro le ceramiche attiche.
La Popilia, o meglio la Popilia-Annia, che congiungeva Rimini ad Adria, oltre a essere una delle principali strade dirette a Roma, era anche una delle vie principali dell'Impero romano.
Tale via rimase importante anche nel Medioevo, in epoca cristiana, costituendo un'alternativa alla strada Romea, per mezzo della quale i pellegrini cristiani, i "romei", raggiungevano Roma.
Dalla caduta dell'Impero romano sino alla terza guerra di indipendenza il comune è stato terra di confine, soggetto a conquiste e dispute territoriali.
Dal Po di Tramontana - Po delle Fornaci passava sin dal Medioevo una "via del sale" che da Venezia, attraverso le lagune, la Fossa Clodia e il Po, raggiungeva Ferrara e Ostiglia e da qui, attraverso la fossa navigabile, si distribuiva in modo capillare nei territori mantovano e milanese.
Il plurisecolare periodo di dominazione degli Este fu caratterizzato da un'amministrazione gestita assieme, ma spesso in contrapposizione, col potere esercitato dal vescovo di Adria in rappresentanza dello Stato Pontificio.
Dal punto di vista della gente comune era l'autorità del vescovo, esercitata anche attraverso la distribuzione capillare delle parrocchie, quella che organizzava e gestiva il quotidiano. La rappresentanza imperiale in questi territori era inesistente, quella estense era riferibile soprattutto a funzionari delegati alla riscossione e imposizione di tasse o a qualche truppa di passaggio.
La doppia natura, imperiale e papale, della legittimazione a governare degli Estensi ha comportato lunghi vuoti di potere, causati dai mutevoli giochi di alleanze del periodo medioevale che spinsero gli Este ad avvicinarsi talvolta ai re di Francia piuttosto che all'imperatore di turno del Sacro Romano Impero, con dirette conseguenze sui rapporti col papato, in presenza inoltre di una costante rivalità con la Repubblica di Venezia.
D'altro canto il poter contare anche sullo stretto rapporto con lo Stato Pontificio, una delle diplomazie più influenti dell'epoca, ha favorito la longevità della dinastia estense.
Due grandi fabbricati, uno dei quali originariamente adibito anche a magazzino dagli Este e l'altro ad esso ispirato nell'architettura, attorniano la piazza al centro del capoluogo.
Attraverso la descrizione di Giovanni Battista Rampoldi possiamo immaginare uno scorcio del paese nei primi anni di amministrazione austriaca:
(Corografia dell'Italia, 1832, p. 117)
Da un punto di vista geopolitico la posizione eccentrica e isolata del territorio (si veda la cartina prima del taglio di Porto Viro), in balia delle piene del Po, scarsamente difendibile, non permetteva il sostentamento di grosse comunità con attività economiche diversificate. Tuttavia l'assenza di vie di comunicazione affidabili rendeva fondamentale l'uso del fiume e il passaggio di persone e merci anche in prossimità di Ariano, favorendo la formazione già in tempi molto lontani di una piccola comunità stanziale dedita anche ai servizi portuali, alla pesca e alle attività economiche correlate.
Emblematici della situazione logistica e dei rapporti di forza allora esistenti tra Impero bizantino, Serenissima, Estensi e Papato sono stati i viaggi del patriarca di Costantinopoli Giuseppe II, il quale, nel novembre 1437, si recò a Ferrara ad omaggiare papa Eugenio IV per consentirgli di indire il concilio ecumenico a Ferrara l'8 gennaio 1438, e successivamente della delegazione conciliare della quale faceva parte anche l'imperatore Giovanni VIII Paleologo di Costantinopoli. Entrambi fecero prima scalo a Venezia e dalla laguna entrarono nel Po, costeggiando l'isola di Ariano diretti al porto di Ferrara, usufruendo dei servizi portuali durante il tragitto.
L'Ariano "medioevale" e pre-moderna è stata pian piano descritta da un paziente lavoro di autori che, consultando archivi principalmente ecclesiastici, hanno contribuito alla formazione di una bibliografia notevole per un paese così piccolo. Il velo sulla storia antica, principalmente su San Basilio, è stato invece tolto in tempi recentissimi con tecnologie, competenze e risorse economiche appositamente dedicate.
Oltre ad alcune vestigia storiche, la parlata dialettale tramanda e inconsapevolmente testimonia le dominazioni e le influenze di Estensi, veneziani e francesi (periodo napoleonico):
- il termine Listòn, usato comunemente per definire degli spazi sopraelevati nella centrale piazza Garibaldi, deriva dal veneziano El Listòn, che indica la zona di passeggio nella piazza centrale del paese;[16]
- il termine la Cumùn è ancora usato per definire l'istituzione locale che ha sede nel Palazzo comunale (Municipio); dal termine La Commune nato con la rivoluzione francese e successivamente preso a modello nel periodo napoleonico per le nuove organizzazioni amministrative locali imposte anche ai territori conquistati;
- il dialetto ha un'inconfondibile inflessione ferrarese, comune del resto ai territori della Transpadana ferrarese governata dagli Estensi.

### Origini
Piccoli nuclei di Paleoveneti erano già insediati nel periodo che va dal XV al V secolo a.C., come nella Venetia, circa Veneto e Friuli odierni.
Prima della dominazione romana, nel VI e V secolo a.C., il nucleo abitato più importante era nei pressi dell'attuale San Basilio, controllato dagli Etruschi, da dove attraverso il Gaurus, (solo in parte coincidente con l'attuale Po di Goro), dopo un breve tratto si arrivava al mare.
Durante questo periodo San Basilio (come Adria e Spina) era una località portuale usata per gli scambi commerciali con l'Ellade, l'antico mondo greco.
Durante il IV secolo a.C. San Basilio declinò e fu soppiantata dai centri concorrenti di Adria e Spina, nel periodo della massima espansione dei Celti nella penisola italiana.
Tra il III e il II secolo a.C. i Veneti si federarono ai Romani, coi quali iniziarono presto ad assimilarsi, favoriti in questo dalle leggende che indicavano una comune ascendenza troiana per le due popolazioni, ma più probabilmente perché avevano allora un nemico comune: i Galli.
San Basilio in epoca romana era una mansio (Hadriani mansio, Radriani), stazione di posta lungo la via Popilia.
Ariano era compresa nella Regio X Venetia et Histria ai tempi dell'imperatore Ottaviano Augusto.

### Medioevo
Il periodo che va dall'invasione dei Visigoti di Alarico nel 410 e degli Ostrogoti di Teodorico nel 493 alla successiva riconquista bizantina (535-553) non ha lasciato vestigia nel territorio.
I due secoli di dominio di Costantinopoli a seguito della sanguinosissima e distruttiva guerra greco-gota coincisero come nella maggior parte d'Italia con un disastroso e lunghissimo declino economico e demografico in presenza di una dura imposizione fiscale. Il territorio comunale faceva parte di un dominio che all'inizio del '700 si stava progressivamente riducendo, sotto la spinta dei Longobardi, a una sottile striscia che congiungeva Chioggia a Comacchio, dove avevano inizio le aree allora inespugnabili di Venezia e Ravenna.
I bizantini preferivano i trasporti via mare, dove dominavano incontrastati, al passaggio via terra. Mancano quindi ad Ariano opere fisse civili e militari (ponti, fortificazioni, chiese) riconducibili all'epoca. Nessun intervento dell'autorità fu previsto anche per il governo delle acque in queste zone paludose, infestate dalla malaria e dopo aver subìto anche la peste durante la riconquista bizantina. È facile immaginare le piccolissime comunità che allora abitavano queste zone, ridotte a piccoli villaggi di pescatori-agricoltori, alla mercé di qualsiasi evento.
La fine dell'esarcato bizantino ad opera di Astolfo nel 751 vide il passaggio del territorio ai Longobardi, come quasi tutto il nord d'Italia, tranne la Venetia maritima.
Gli stessi cessarono la loro dominazione nel 774, definitivamente sconfitti dai Franchi guidati da Carlo Magno.
Il territorio era comunque già passato sotto il Patrimonio di San Pietro sin dal 756 in seguito alla seconda vittoria di Pipino il Breve su Astolfo, in ottemperanza alla Promissio Carisiaca. I discendenti di Carlo Magno governarono sino all'887 il Regno d'Italia.
Il papa non esercitava un effettivo potere, dal momento che sin dalla nascita dell'Esarcato i bizantini avevano favorito l'autocefalia della chiesa ravennate e quindi l'indipendenza dal papato di Roma.
L'autorità era esercitata dai vescovi locali, con l'appoggio dell'aristocrazia dei luoghi, in forza di questi antichi privilegi.
Sin dal VII secolo Ariano era parte della diocesi di Adria.
Negli atti del concilio Lateranense del 649, indetto da papa Martino I, si trova il primo documento certo in cui si parla della diocesi. Nell'elenco dei vescovi partecipanti è nominato: Gallinostius Hadrianensis Episcopus.
Il 14 marzo 863 papa Niccolò III, affidando un diploma al vescovo Leone, in pratica aggiunse il potere temporale alla giurisdizione spirituale sulla diocesi, dando inizio al cosiddetto feudo vescovile. Con privilegio emanato il 13 giugno 944 papa Marino II concesse in feudo a Giovanni II, vescovo di Adria, i possedimenti della chiesa adriese, fra cui l'isola qui vocatur Hadriana. Inoltre l'imperatore Ottone I di Germania nel 963 istituì le figure dei vescovi-conti.
La situazione non cambiò molto da queste parti durante il periodo dell'anarchia feudale, che vide tra l'altro i regni italici di Berengario I e Berengario II.
La giurisdizione temporale su Ariano del vescovo di Adria è riscontrata sin dal 1054.
In quell'anno la curtis Hadriana viene confermata dall'imperatore Enrico III (o Arrigo III) al vescovo.
Enrico III, imperatore del Sacro Romano Impero, la confermò al vescovo adriese Benedetto, descrivendola in questo modo: De Curle quae dicitur Adriana cum aquis, terris, paludibus et sylvis, ripatico, teloneo, salinis, a Gauro policino usque ad Aquam quae vocatur Conchayatula, et praedictam Aquam usque ad Canale cui dicitur Caucomanco, et inde usque in Satissa ex tribus giris Rafare vel Corbula Aurcliaca Sicea et Campo Coronato vel tomba Boniola perveniente per aquam quae vocatur Portus Laureti seu Aquam quae vocatur Anguillaria major et Anguillaria minor seu Aquam de Cornu seu in litore ad usum piscandi.
Nel 1077 Enrico IV di Franconia, detto anche Arrigo, re di Germania e d'Italia, confermò il dominio del Polesine agli Estensi di Ferrara, nelle persone di Ugo e Folco, figli del marchese Azzo. Nell'atto si legge: «Concedimus omnes res, quae sunt in comitatu Gavelli, Rhodigum, … et quidquid pertinet ad ipsum comitatum. Abbatiam Bursedam, Abbadiam Vangaditiam.»
Nel 1100 il dominio dei vescovi-conti adriesi si restrinse ulteriormente, riducendosi ai soli territori di Adria e di Ariano.
Nei 40 anni successivi i marchesi Estensi ottennero, attraverso investiture feudali da parte dello stesso vescovo di Adria e acquisti di terre, un rafforzamento della loro presenza in Polesine.
Nel 1111 i possedimenti di Matilde di Canossa, nominata regina d'Italia e vicaria papale da Enrico V, lambirono il Po, quasi sovrapponendosi ai confini del preesistente Esarcato. Il territorio formalmente era divenuto Ducatus sin dal 984 per concessione di papa Giovanni XIV, dietro compenso, a Tedaldo di Canossa.
La rotta di Ficarolo del 1152 sconvolse la morfologia del territorio, determinando tra l'altro la separazione di Berra dal territorio veneto, la separazione di Corbola da Adria, unendola con Ariano nell'isola omonima, creando il ramo del Po di Tramontana. Venne così accentuata la funzione di linea di confine naturale del Po di Goro, che da allora venne chiamato anche "Po di Ariano", divenendo negli anni successivi la via d'acqua più transitata man mano che si interravano progressivamente il Po di Primaro e il Po di Volano, sino al 'taglio di Porto Viro' tra il 1600 e il 1604.
Obizzo I d'Este nel 1163 aiutò il padre di Enrico VI, Federico Barbarossa, durante la sua terza discesa in Italia, dividendo anche i possedimenti pontifici approfittando delle rivalità tra guelfi e ghibellini. Ariano, assieme a gran parte del territorio che divenne poi il comune di Ferrara, fu consegnato nel 1195 da Enrico VI di Svevia agli Este per avergli garantito (assieme ai comuni del nord) la neutralità durante la sua discesa verso il meridione d'Italia. In particolare Azzo VI d'Este andò a ossequiare l'imperatore Enrico VI mentre si trovava a Piacenza e in quella occasione gli fu offerto un nuovo feudo dal vescovo di Adria: «…quell'isola tra le foci del Po che chiamasi Ariano.»
A quei tempi ad Ariano si ergeva un castello medioevale. Era situato in prossimità di San Basilio, quasi alla confluenza dell'antica via Popilia con la strada per Ariano, lungo un canale navigabile, solo in parte coincidente con l'attuale scolo Brenta. Era nella posizione ideale per il controllo dei traffici e la conseguente esazione di tasse. Di esso non è rimasta traccia; da un documento del 1613 risulta che già allora non esistesse più, anche se nel XIX secolo ne erano ancora visibili alcuni resti. Il 27 dicembre 1195 nel Castro Adriani venne stipulato (in pratica ratificato) l'acquisto dei terreni dell'episcopato adriese, …salve le decime, i beni delle Chiese, e certo dritto nel bosco…, da parte di Azzo VI d'Este, a rogito del notaro Manfredino, in presenza di Guglielmo arcivescovo di Ravenna; riconoscendo nello stesso atto i precedenti diritti avuti dall'imperatore. Si parla infatti nel rogito: …secundum quod sui antecessoret tenuerunt et possederunt a dicto Episcopato Adriensi ecc.
Nel 1208, invece, Azzo VI d'Este fu legittimato da papa Innocenzo III a governare anche questi territori, come ricompensa per l'adesione alla lega promossa dal pontefice contro Ottone IV di Brunswick imperatore che, dopo aver ricevuto la nomina di Imperatore del Sacro Romano Impero dal Papa, volle ristabilire l'autorità imperiale sui territori precedentemente promessi al papa.
Nell'investitura del 1220 che l'imperatore Federico II di Svevia diede ad Azzo VII d'Este vengono tra l'altro citate: Calaone, Cero, Baone, Rovigo, Adria, Ariano ecc.
Tra il 1222 e il 1240 vi furono le lotte tra il papa e le città della Lega Lombarda contro Federico II di Svevia nel tentativo di aumentare il suo potere in Italia. Alla fine Azzo VII si riappropriò dei domini estensi.
Le vicende legate alla successione di Azzo VIII d'Este che portarono alla guerra di Ferrara nel 1308 videro le truppe della Serenissima occupare anche Ferrara, successivamente sconfitte da quelle del papa. Per breve tempo la signoria di Ariano era toccata al marchese Francesco d'Este, fratello di Azzo VIII. Il ritorno della signoria estense a Obizzo III avvenne solo nel 1317.
Nel 1328 il principe Bertoldo I d'Este, marchese di Ancona e signore del castello e distretto di Ariano, concesse uno Statuto e venne istituito il Consiglio comunale; in quell'anno Obizzo III d'Este era marchese di Ferrara.
Nel 1471 vi fu il passaggio del marchesato al ducato di Ferrara, compresi i territori facenti parte della Transpadana ferrarese, col benestare di papa Paolo II.
Con la pace di Bagnolo del 7 agosto 1484 Ercole I d'Este riebbe Ariano assieme ad Adria, Corbola, Melara, Castelnuovo, Ficarolo e Castelguglielmo, perduti con la guerra del sale contro Venezia, ma perdendo tutti gli altri territori a nord-est del Po (il "Bassopolesine" e il "Polesine di Rovigo").

### Epoca moderna
Nel 1509, durante la guerra della Lega Santa, le truppe della Serenissima occuparono anche queste parti nel corso delle operazioni militari per combattere il duca Alfonso I d'Este, alleato dei francesi. Le vicende relative ai successivi ribaltamenti di alleanze fecero sì che le truppe pontificie (e alleati) presidiassero queste zone sino al 1530, quando ritornarono in possesso di Alfonso I d'Este solo grazie all'imperatore del Sacro Romano Impero Germanico Carlo V.
Il confine fu più volte messo in discussione; il duca Alfonso II d'Este combatté contro Venezia anche nel 1585 e 1586, nonostante nel 1559 la pace di Cateau-Cambrésis avesse tra l'altro nuovamente confermato i confini esistenti dei territori a sud del Po tra Serenissima ed Estensi.
Nel XVI secolo la Serenissima, all'apice della sua potenza, occupò stabilmente solo parte del territorio; i maggiori centri abitati del comune rimasero sotto il controllo di Ferrara.
Nel 1561 Ippolito Turchi Patrizio di Ferrara, Conte di Crespino e Selva, Consigliere segreto del Duca di Ferrara Alfonso II d'Este, ambasciatore presso il Pontefice a Roma ed a seguire presso l’Imperatore Massimiliano II d'Asburgo nel 1564, Governatore di Modena e Giudice dei Savi di Ferrara, divenne 1º Conte di Ariano.
Il 27 ottobre 1597, alla morte di Alfonso II d'Este, che non aveva lasciato eredi diretti, papa Clemente VIII annetté l'intero Ducato di Ferrara allo Stato Pontificio (devoluzione di Ferrara), in quanto il territorio stesso era feudo pontificio, non accettando la successione da Alfonso al cugino Cesare d'Este, anche se la stessa precedentemente era stata riconosciuta dall'imperatore Rodolfo II.
Nel 1598, nonostante Ariano avesse optato per Venezia, rimase soggetta all'autorità dello Stato Pontificio, governata dal cardinale legato.
Nel 1633 i Veneziani costruirono il forte "Donzella" sui nuovi terreni alluvionali formatisi dopo il taglio di Porto Viro, lungo il Po della Donzella (o di Gnocca), cui faceva da contrapposto un forte dello Stato Pontificio oltre il Po di Goro.
A seguito della Pace di Venezia del 1644, che tra l'altro poneva fine alla prima guerra di Castro, fu raso al suolo, in forza delle disposizioni che prevedevano la distruzione di tutte le fortificazioni esistenti nel Polesine.
Alfonso Turchi, 2º Conte di Crespino e Selva e Patrizio di Ferrara, dal 1571 Ambasciatore per il Marchese Cesare d'Este presso il papa Sisto V ed a seguire presso il Duca di Savoia Vittorio Amedeo I, divenne 1º Marchese di Ariano dal 1598.
Nel 1691 il cardinale Marcello Durazzo, a quel tempo arcivescovo di Ferrara, riformò lo statuto comunale.
Il 15 aprile 1749 venne stipulato un trattato tra papa Benedetto XIV e il doge Pietro Grimani e nel 1751 fu completata l'opera di demarcazione del confine dell'isola di Ariano con la posa di grandi pilastri formati da mattonelle in cotto, uno dei quali è ancora visibile, restaurato, in località Torre, in prossimità della congiunzione tra lo scolo Veneto e lo scolo Brenta.
I bassorilievi in marmo raffigurano sul lato nord il Leone di San Marco con la scritta "Pax tibi, Marce Evangelista meus" e a sud la tiara con le chiavi pontificia.
Il territorio assegnato alla Serenissima entrò a far parte nel 1749 della podestaria di Loreo, nel Dogado.
Fu confine tra la Serenissima Repubblica di Venezia e lo Stato Pontificio sino all'invasione di Napoleone Bonaparte nel 1796 e la conseguente incorporazione nella Repubblica Cispadana, in forza dell'armistizio di Bologna e del successivo trattato di Tolentino.
Il 9 luglio 1797 si trovò a far parte della Repubblica Cisalpina in seguito alla fusione della Repubblica Cispadana con la Repubblica Transpadana, in ottemperanza a un altro editto napoleonico.
Nel 1797, con lo scioglimento della prima coalizione antifrancese, fu stipulato il 17 ottobre il trattato di Campoformio, con il passaggio degli ex territori della Serenissima all'Impero austriaco, in cambio tra l'altro del riconoscimento austriaco della Repubblica Cisalpina,
L'esile confine di pilastri fu abbandonato; Ariano rimase nella Repubblica Cisalpina a controllo francese, in quanto l'art. 6 del trattato di Campoformio portava il confine est con l'Austria lungo il corso del Tartaro-Canalbianco-gran Po (Po di Venezia).
Dal 26 gennaio 1802 Ariano si trovò a far parte della Repubblica Italiana e dal 18 marzo 1805 fino all'aprile 1814 del Regno d'Italia, con Napoleone Bonaparte prima presidente e poi re.
Amministrativamente era incorporato nel Dipartimento del Basso Po, distretto II di Comacchio, con capoluogo Ferrara, e dal 22 dicembre 1807 nel Dipartimento dell'Adriatico, distretto III di Adria, con capoluogo Venezia.
Il governo vicereale di Milano emanò la legge 29 aprile 1806, stabilendo l'istituzione dei dipartimenti e la loro divisione in distretti, cantoni e comuni, questi suddivisi a loro volta in tre classi. Ariano divenne un comune di III classe, perché aveva meno di 3 000 abitanti. Il Consiglio comunale era composto da tutti i possidenti del luogo, compresi i capi famiglia, commercianti o industriali con più di 35 anni di età, sindaco e anziani (divenuti poi assessori), in numero di tre.
Nel 1809 l'imposizione di una tassa sul macinato da parte del governo francese provocò rivolte contadine, con assalti a edifici pubblici ad Ariano, Adria, Lendinara e Rovigo. Il 2 luglio 1809 furono date alle fiamme dai "briganti" le antiche carte della Comunità di Ariano.
Il 13 ottobre 1812 una rotta dell'argine del Po allagò tutta l'isola.
Sconfitto Napoleone a Lipsia (16-19 ottobre 1813), le truppe austriache entrarono in Polesine nel novembre dello stesso anno.
Il governo austro-britannico (aprile 1814-settembre 1815) assunse l'amministrazione provvisoria dei territori dell'ex Repubblica Cisalpina.
Dopo la Restaurazione operata dal Congresso di Vienna, dal 7 aprile 1815 Ariano fece parte del Regno Lombardo-Veneto, con imperatore Francesco I d'Austria, col nuovo confine sud/est con lo Stato Pontificio sceso dal Po di Venezia al Po di Goro.

Nonostante nel Congresso di Vienna come linea di principio generale, ma riportata anche nell'art. 96 -comma 4, si fosse stabilito che i confini degli Stati dovessero passare per il "filone" dei grandi fiumi, quindi sul Po Grande, il confine con lo Stato Pontificio venne posto sul Po di Goro con il successivo articolo 103. Questo suscitò la ferma protesta di papa Pio VII nel concistoro del 4 novembre 1815.
Da allora il paese visse sotto il dominio austriaco, nel Regno Lombardo-Veneto, capoluogo del distretto di Ariano, nella provincia di Venezia.

### Epoca recente
La sovrana patente del 7 aprile 1815 sull'istituzione del Regno del Lombardo Veneto incluse Ariano nella provincia di Venezia, capoluogo del Distretto VI, comprendente anche i Comuni di Corbola, Taglio di Po e San Nicolò (denominato Porto Tolle dal 1867).
Dal 1816 furono tolti ai comuni le competenze in materia di stato civile, assegnate durante il periodo napoleonico, e restituite alle parrocchie.
Tra il 1º novembre 1816 e il 9 febbraio 1817 Ariano Austriaco e il prospiciente Ariano Pontificio furono colpiti da un'epidemia di tifo petecchiale che provocò 29 morti, come risultante dagli atti del soppresso comune di Massenzatica.
Dal 1817 Ariano fu sede della Pretura forese di IV classe, competente sui territori del Distretto IV, sino alla soppressione della Pretura nel 1852.
Nel gennaio 1830 Ariano Austriaco e il prospiciente Ariano Pontificio furono colpiti da un'epidemia di vaiolo arabo.La Sacra Consulta Sanitaria impose rigide misure di isolamento delle persone e di controllo del traffico merci tra le sponde del fiume, fino allo scemare dell'epidemia poco tempo dopo, con pochi casi limitati al territorio controllato dall'Austria.
Il nuovo compartimento territoriale delle province venete, pubblicato con dispaccio 40285/3945 del 2 novembre 1845 dell'Amministrazione austriaca, incluse Ariano, con le frazioni di Gorino, Rivà e Santa Maria in Punta, nella provincia di Venezia, distretto VI di Ariano.
Durante i moti del 1848 - 1849, volontari arianesi accorsero a Venezia in soccorso dell'autoproclamata Repubblica di San Marco, combattendo contro le truppe austriache.
Nel 1851, assieme agli altri comuni del Delta, Ariano si stacca dalla provincia di Venezia ed entra a far parte della Provincia del Polesine, anch'essa istituita nel 1815.
Con la sovrana risoluzione del 28 gennaio 1853, che definisce il compartimento territoriale delle provincie venete attivato con il 1º luglio 1853, Ariano viene inserito nella provincia di Rovigo, mantenendo la funzione di capo distretto. Tale situazione non cambia fino alla fine della dominazione austriaca.
Il 23 giugno 1866 ebbe inizio la terza guerra di indipendenza e l'abbandono definitivo del territorio da parte delle truppe austriache incalzate da quelle sabaude del generale Cialdini, comandante dell'armata schierata a sud del Po, che aveva iniziato le operazioni militari con l'attraversamento del Po di Goro da Mesola a Rivà. Fu così il primo Comune del Veneto a essere occupato e annesso con il successivo plebiscito del 21 e 22 ottobre al Regno d'Italia. Lo stesso giorno, alle ore 15, il sindaco Vito Violati Tescari sventolò la bandiera italiana sulla piazza principale. Le vicende successive alla sconfitta di Custoza fecero sì che le truppe italiane si ritirassero e rioccupassero i territori solo l'11 luglio, lasciando "terra di nessuno" Ariano e comuni contigui durante quel breve periodo.
La bandiera tricolore del municipio fu esposta come cimelio del Risorgimento alla XLIII Esposizione di Torino del 1884, trasferita al Museo del Risorgimento di Milano l'anno successivo.
Con il regio decreto del 13 ottobre 1866 il comune entrò a far parte della Provincia di Rovigo.
Nel 1866, quando l'area territoriale fu unita al Regno d'Italia, per distinguerla dall'omonimo comune di Ariano (l'attuale Ariano Irpino, in provincia di Avellino) si richiese al competente organo di Governo che accanto al nome venisse aggiunto "Nel Polesine".
Tale provvedimento venne assunto il 13 marzo 1867. Con RD 7 luglio 1867 n. 3507 la richiesta venne accolta e pubblicata sulla Gazzetta Ufficiale.
Nel 1888 i locali annessi all'antica stazione di posta furono adibiti a locanda, che nel tempo divenne poi albergo/ristorante sito nella via centrale del capoluogo, l'attuale corso del Popolo.
L'11 gennaio 1911 un incendio danneggiò il palazzo municipale e distrusse gli archivi dell'anagrafe che furono successivamente ricostruiti.
Il 28 febbraio 1921 le squadre fasciste tesero un agguato a Ermenegildo Fonsatti, sindaco socialista di Ariano, e lo massacrarono di botte. Morì il 4 maggio per le ferite riportate. Alla sua memoria è intitolata una delle vie centrali del capoluogo.
L'antivigilia di Natale 1995 furono definitivamente traslocati gli uffici nell'attuale sede municipale, sottoposta a importanti lavori di restauro conservativo, nella centrale piazza Garibaldi. Gli uffici erano provvisoriamente in precedenza ospitati presso le scuole elementari del capoluogo sin dall'estate del 1987.

### Simboli

Stemma del comune di Ariano nel Polesine

Lo stemma comunale è stato concesso il 17 dicembre 1931 da Vittorio Emanuele III, re d'Italia; invece il gonfalone in data 4 giugno 1962 con decreto del presidente della Repubblica Antonio Segni.
Lo statuto comunale del comune di Ariano nel Polesine afferma che il gonfalone è
La lettera che preannunciava l'emissione del decreto autorizzativo a fregiarsi del gonfalone recita:

Il Presidente della Repubblica, vista la domanda con la quale il Sindaco del Comune di Ariano nel Polesine chiede la concessione di un Gonfalone per uso di quel Comune, decreta:
Drappo partito, di rosso e di azzurro, riccamente ornato di ricami d'argento e caricato dello stemma Comunale con la iscrizione centrata in argento: Comune di Ariano nel Polesine. Le parti di metallo e i cordoni saranno argentati. L'asta verticale sarà ricoperta di velluto dai colori del drappo, alternati, con bullette argentate poste a spirale. nella freccia sarà rappresentato lo stemma del Comune e sul gambo inciso il nome.

Cravatta e nastri tricolorati dei colori nazionali frangiati d'argento. Il Presidente del Consiglio dei Ministri è incaricato della esecuzione del presente decreto, che sarà registrato alla Corte dei Conti e debitamente trascritto.»
Registrato alla Corte dei Conti il 7 settembre 1962, trascritto nei registri dell'ufficio araldico il 12 settembre 1962, trascritto nel registro araldico dell'archivio centrale dello Stato il 29 ottobre 1962.

## Monumenti e luoghi d'interesse

### Architetture religiose
Il territorio fa parte della diocesi di Adria-Rovigo, sede della Chiesa cattolica suffraganea del patriarcato di Venezia appartenente alla regione ecclesiastica Triveneto.

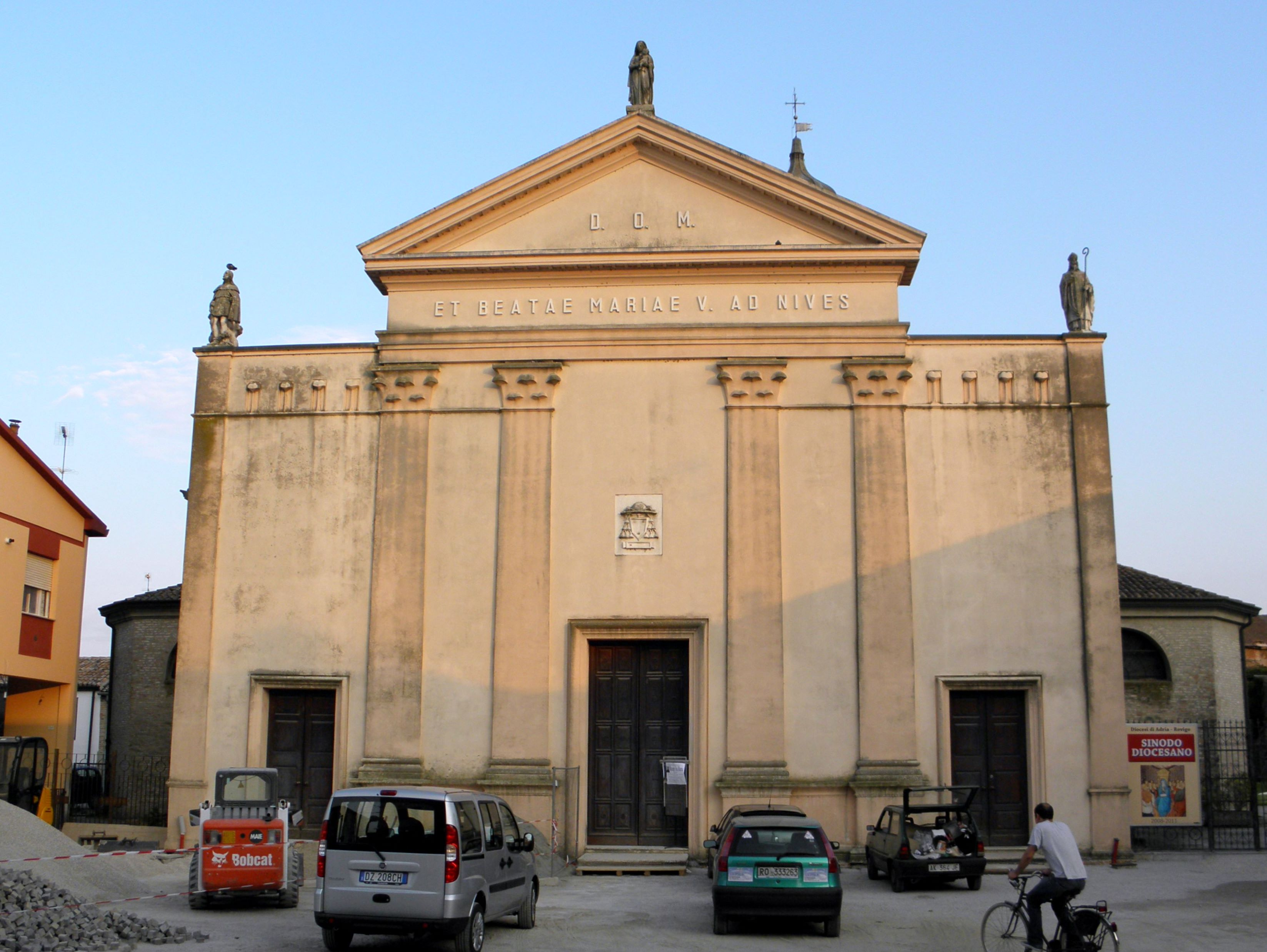
Facciata della chiesa di Santa Maria della Neve.

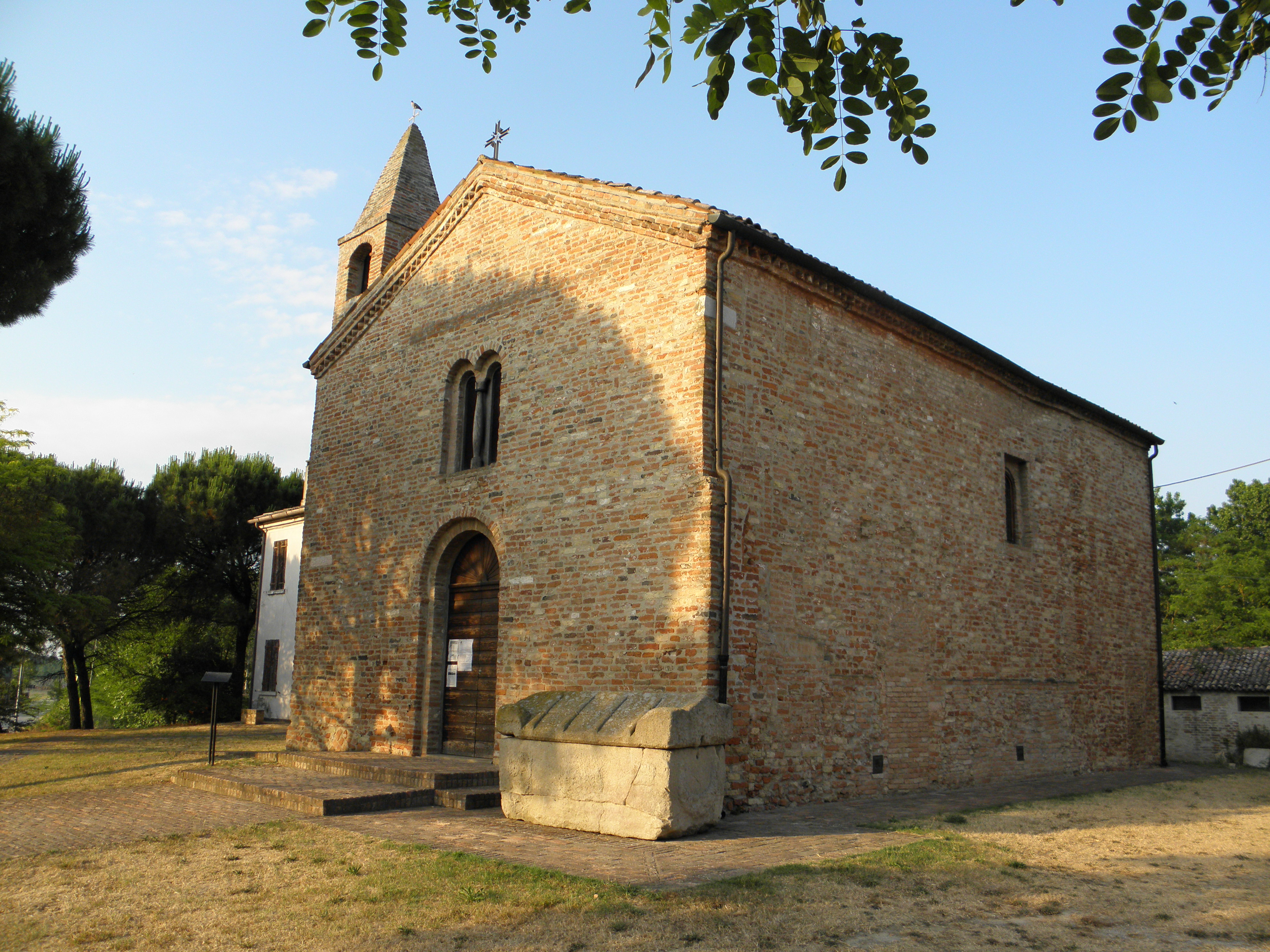
Chiesa di San Basilio

- Chiesa di Santa Maria della Neve.[57] È la più antica del comune, vi si trovano conservati anche i registri parrocchiali di battesimo e matrimonio a partire dall'anno 1600 che hanno valenza di atti di stato civile fino al 1870, quando vennero istituiti i registri di stato civile del comune. Al suo interno conserva la Crocifissione del pittore ferrarese Giori e una copia della Madonna con Bambino di Benvenuto Tisi da Garofalo dipinta nel 1518. A lato dell'oratorio di San Gaetano da Thiene vi è il monumento dedicato a san Giovanni Nepomuceno costruito da una base tronco-piramidale di mattoni in cotto e sormontato da un piedistallo in pietra d'Istria e pietra dei Colli Berici che regge la statua del santo. Realizzato nel 1757 occupava in origine il posto dove ora vi è il monumento ai caduti nella centrale piazza Garibaldi. Dopo circa 150 anni è stato spostato a lato della chiesa di Santa Maria della Neve per essere nuovamente spostato nella sua attuale collocazione negli anni '90. Da via Matteotti, al centro del capoluogo, si accede a una proprietà dove sorge una piccola cappella privata benedetta il 18 luglio 1760 dal vicario della diocesi Jacopo Renovati, dopo che don Nicola Camisotti ottenne il breve da papa Clemente XIII. Sul portale vi sono due stemmi: uno estense e l'altro pontificio e la raffigurazione di un angelo. Un anello in ferro sulla parete serviva per legare i cavalli. Giuseppe Camisotti, nipote del prete e speziale ad Ariano, ottenne la tenuta della cappella nel 1773, successivamente rimasta inutilizzata a partire dai primi anni del XX secolo.[58]
- Chiesa dei Santi Gaetano da Thiene Sacerdote e Rocco.[59] Si trova nella frazione di Rivà, che era un piccolo borgo così descritto da G.B. Rampoldi nei primi anni dell'amministrazione austriaca: «RIVA, villaggio degli Stati Veneti, provincia del Polesine, distretto d'Ariano, presso la sinistra riva del Po di Goro, all'angola che verso greco spingesi verso l'inferiore canale chiamato Po della Donzella, 2 miglia a borea dalla Mesola e 5 a levante da Ariano. Nei suoi dintorni vi sono pingui pascoli e campi ubertosissimi di cereali.»[60]
- Chiesa di San Basilio. Si trova nell'omonima frazione ad est dell'abitato di Ariano nel Polesine. È stata fondata nel IX secolo dai benedettini dell'abbazia di Pomposa. Ospitò il monaco e musicologo Guido d'Arezzo, durante alcuni viaggi negli anni in cui lo stesso era priore dell'abbazia di Pomposa, intorno al 1040. Dante Alighieri vi soggiornò nell'estate del 1321, di ritorno da un'ambasceria a Venezia per conto di Guido II Novello da Polenta, signore di Ravenna. Questo viaggio gli costò la vita in quanto contrasse la malaria. Dopo i lavori di restauro della chiesa romanica sono visibili l'antico pavimento e le murature che testimoniano le diverse fasi della costruzione.[61]
- Chiesa di Sant'Agostino di Grillara.
- Parrocchia Giovanni apostolo ed evangelista di Piano.
- Parrocchia Natività della Beata Vergine Maria di Santa Maria in Punta; istituita nel 1948.

Vi sono le chiese di Santa Maria del Traghetto e di Sant'Antonio. Nella chiesa di Santa Maria del Traghetto è installato un prezioso organo costruito da Francesco Dacci di Venezia nel 1784; dopo il restauro eseguito nel 2001 è tuttora utilizzato anche per concerti. G.B. Rampoldi, nei primi anni dell'amministrazione austriaca, nomina il borgo:
«Santamaria di Ariano, villaggio degli Stati Veneti, provincia di Rovigo, nel Polesine di Ariano, presso la punta che divide l'alveo di Po-grande da quello chiamato Po di Goro. Dipende dalla comunità di Ariano, dal cui borgo è distante quasi 3 miglia verso maestro.»
- Parrocchia San Gaetano di Gorino Veneto, incorporata nella parrocchia di Rivà dal 26 giugno 1986.

### Architetture civili
Il palazzo municipale è composto dall'unione di due fabbricati indipendenti e contigui, aventi all'epoca di costruzione funzioni diverse. La Soprintendenza ha preteso in sede di restauro la tinteggiatura in due colori differenti, varietà del bianco e dell'arancio, evidenziando ulteriormente l'accostamento di due edifici aventi stili architettonici molto diversi tra loro.
L'edificio bianco che fa angolo ha un loggiato al pian terreno delimitato da colonne ad arco semicircolare a tutto sesto. Il primo piano ha caratteristiche finestre in stile gotico veneziano con l'arco a sesto acuto. L'altro corpo dell'edificio, colorato in arancio, ha finestre ad arco semicircolare al pian terreno; al primo piano finestre ad arco ellittico.
Nella centrale piazza Garibaldi vi è un grande monumento ai caduti composto da tre statue di soldati in bronzo, raffigurati in divisa della prima guerra mondiale, sormontanti un basamento rivestito di marmo, sui quattro lati del quale sono incisi i nominativi dei caduti delle varie guerre.
Il primo monumento fu un'opera in bronzo dello scultore Luciano Giaretta inaugurato il 9 ottobre 1928. Fu rimosso il 31 maggio 1941 per utilizzarlo per la costruzione di materiale bellico.
Grazie a un comitato cittadino presieduto dal cav. Giuseppe Bertaglia, coadiuvato da diversi benefattori, si eresse l'attuale monumento, su opera dello scultore Piergiorgio Rebesco di San Zenone degli Ezzelini. Fu inaugurato con cerimonia del 23 ottobre 1960, presenti picchetto militare e pattuglia aerea.

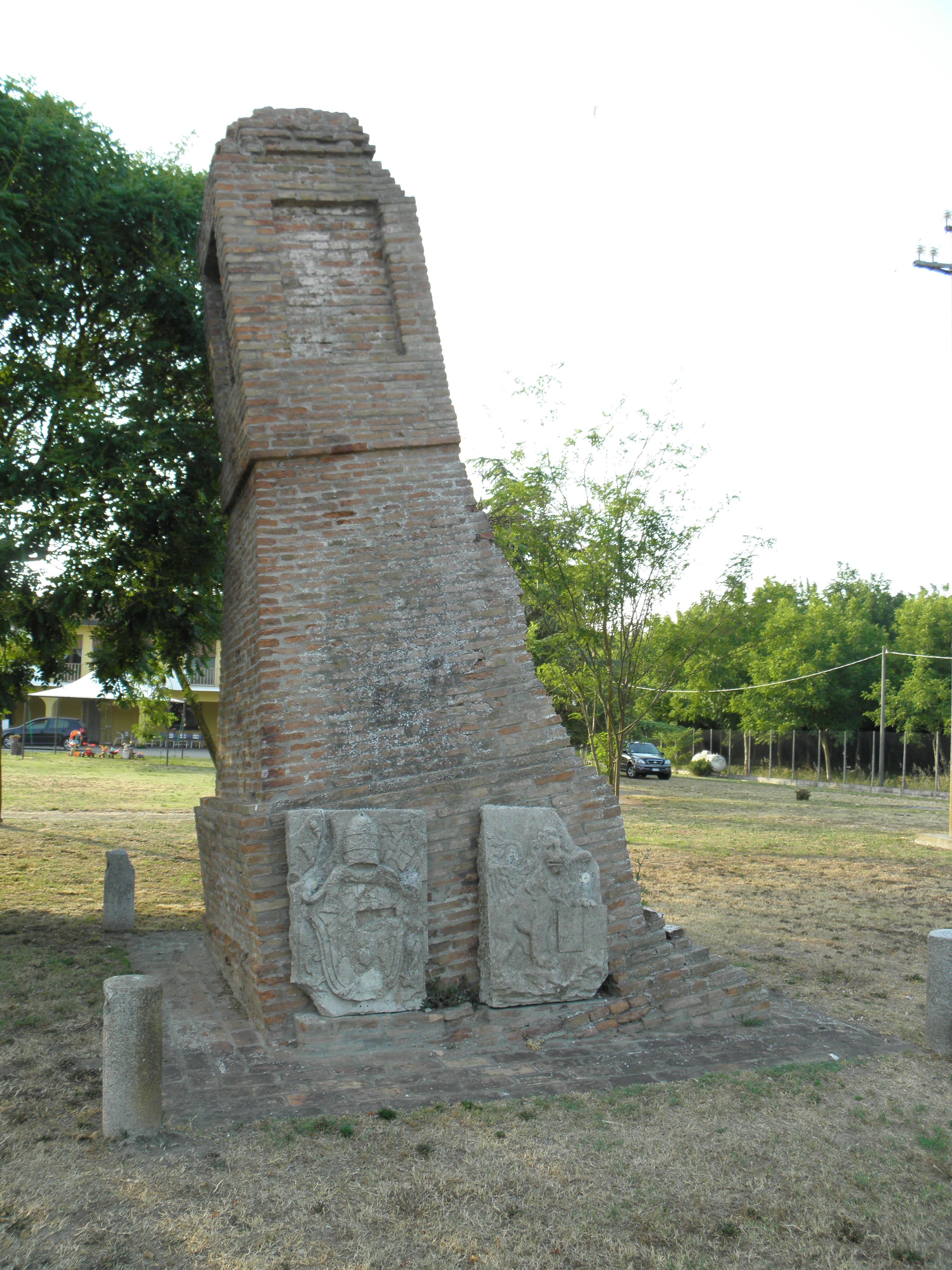
Il cippo di confine, localmente chiamato "La Torre" e che dà il nome alla località, tra la Repubblica di Venezia e lo Stato Pontificio.

Via Verdi, denominata via Umberto I sino alla fine della guerra, è una delle vie centrali, che dalla piazza Garibaldi conduce al vecchio ponte sul Po di Goro. Era sede di importanti attività, man mano cessate, che caratterizzavano la vita di Ariano nel dopoguerra, come i negozi di ferramenta Crepaldi "Tron" e Mantovani Gino, ricambi agricoli Dal Pra, due studi dentistici (Mandoj e Carinci), consultorio pediatrico ex ONMI, centralino telefonico TelVE, latteria Aneàla, cartoleria Isola Cristi.
La millenaria storia di Ariano nel Polesine è custodita tra le mura del Centro Turistico Culturale di San Basilio, sito nell'omonima località, un centro polivalente con una collezione permanente di reperti dal VI secolo a.C., provenienti dagli scavi dell'area archeologica circostante.
Un ulteriore luogo d'interesse che ogni anno accoglie centinaia di visitatori è la Collezione di ocarine di Grillara, una raccolta di strumenti e manufatti in argilla della Fattoria didattica "L'Ocarina" di proprietà dei coniugi Fecchio.

### Linea dei pilastri
La cosiddetta "Linea dei pilastri" è frutto un accordo che prevedeva anche la realizzazione di cippi confinari nell'Isola di Ariano per la demarcazione dei confini tra la Serenissima Repubblica di Venezia e lo Stato Pontificio.
I lavori per la costruzione dei segnacoli in mattoni in cotto con gli stemmi in pietra d'Istria iniziarono nel 1749 e terminarono nel 1751. Ne è sopravvissuto uno, restaurato, in località Rivà. Altri due, ridotti a ruderi, sono ancora visibili in località Grillara. Altre presenze della linea di confine, sotto la forma di stemmi araldici in pietra, rimangono visibili sulle facciate di alcuni edifici.
L'accordo del 1749 è denominato anche "Trattato di Ariano".

### Quercia di San Basilio

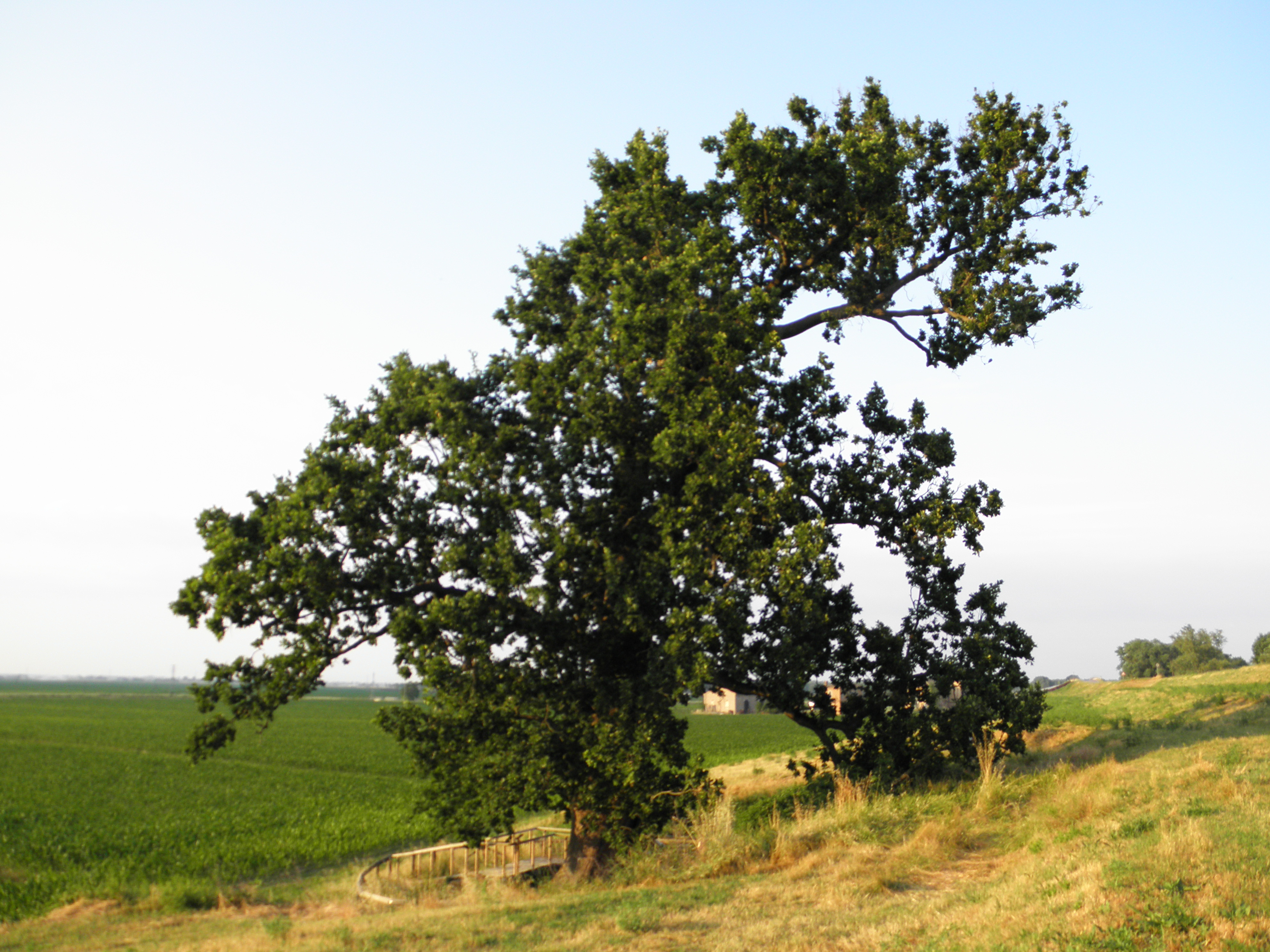
La "Rovra", come popolarmente era identificata la secolare quercia sita nei pressi della frazione San Basilio.

Nei pressi della località San Basilio, sul percorso della strada arginale che dal capoluogo conduce verso la frazione, esisteva un maestoso albero che si ergeva solitario in mezzo alla campagna circostante, addossato all'argine sinistro del Po di Goro. La Quercia di San Basilio era una farnia (Quercus robur) di oltre 500 anni. L'albero, con una circonferenza di 6,15 metri, alto circa 26 metri, era sopravvissuto per la sua posizione periferica e perché era una pianta usata come segna confine ed è citata in documenti del XVI secolo.
L'habitat particolare e questa posizione marginale a ridosso della riva del fiume Po ha salvato la pianta dall'utilizzo umano, causando però sofferenza all'apparato radicale della stessa; considerando che queste piante possono raggiungere i 50 metri di altezza.
Un fulmine l'ha gravemente danneggiata nel 1976. Dopo un primo intervento di risanamento nel 1995, rivelatosi nel tempo insufficiente, nel 2002 l'Ente Parco, con la collaborazione del Comune e dell'Università di Padova, ha effettuato un progetto di risanamento consistente in indagini e analisi di campioni, potatura delle parti secche della chioma e ripulitura del tronco per tentare di bloccare l'avanzata della carie, ottenendo un miglioramento della situazione.
Martedì 25 giugno 2013, complice vento da nord-est, la quercia di San Basilio si è spezzata e la chioma si è adagiata sull'argine.

## Società

### Evoluzione demografica
Abitanti censiti

### Cognomi
I cognomi più diffusi nel Comune raccontano le origini della popolazione; gli stessi ricordano i luoghi di provenienza o il mestiere o le caratteristiche fisiche, come l'usanza medioevale classificava la gente povera, priva di casato o ascendenza nota. La grande opera pubblica della Serenissima, il Taglio di Porto Viro, ha ampliato il fenomeno richiamando un gran numero di braccianti o artigiani dai territori limitrofi.
L'ulteriore crescita demografica del XIX secolo e successiva, unita alla stanzialità della popolazione che ha raggruppato attorno a una piccola borgata o parrocchia molte persone con identici cognomi, ha reso consuetudine il formarsi nelle zone rurali di un'ulteriore distinzione, il soprannome, creato con gli stessi criteri del cognome medievale. La mobilità successiva agli anni sessanta ha mandato pian piano in disuso il soprannome.

I servizi demografici forniscono i seguenti dati relativi ai cognomi italiani:
- riferibili alla provenienza:
  - Crepaldi, (Crepaldo VE); Mantovani, Mantovan, Mantoan; Milani, Milan; Pozzato, Pozzati (vari toponimi contenenti la radice Pozzo); Roma, Romagnoli; Siviero, Sivieri (Silverius, der. "selva, bosco"); Soncin, Soncini (Soncino CR); Schiavi, Schiavon, Schiavoni (Slavi); Tumiati, Tumiatti (ferraresi di Tumeo, Tommaso, Bartolomeo...); Vicentini; Zanella, Zanellato, Zanellati (da Zane o Zanne, una variazione dell'aferesi del nome Gianni);
- riferibili a particolari fisici:
  - Mancin, Mancini;
- riferibili ai mestieri:
  - Camisotti (camiciai, tessitori), Fabbri, Fabbrini; Marangon, Marangoni (falegnami); Trombin, Trombini (massari banditori); Zucconelli, Zucconi[70][71].

## Cultura

### Eventi
- Festa del compatrono e Sagra di Ariano capoluogo, 7 agosto "San Gaetano di Thiene"; (la celebrazione patronale della parrocchia di Ariano, Santa Maria della Neve, 5 agosto, è compresa nella sagra paesana).

Gli anni attorno al 1990 hanno visto la sagra paesana sottolineare in qualche modo anche la vocazione agricola del territorio: si svolgeva un concorso a premi denominato "La Bietola d'oro", con il quale veniva pesata la Barbabietola da zucchero più grande con relativa premiazione dei coltivatori in graduatoria, e una lotteria denominata "Occhio al Porco" con la quale tra l'altro veniva consegnato l'esemplare di un suino giovane agli acquirenti di un biglietto sul quale indicavano il peso stimato dell'animale esposto in premio.
- Santa Maria in Punta: 13 giugno "Sant'Antonio da Padova";
- San Basilio: 14 giugno "San Basilio Vescovo", (la tradizione è rimasta anche se il Concilio Ecumenico Vaticano II, concluso nel 1965 sotto il Pontificato di Paolo VI, ha spostato la memoria liturgica del santo al 2 gennaio);
- Rivà: 16 agosto "San Rocco de la Croix";
- Grillara: 28 agosto "Sant'Agostino";
- Crociara: 8 settembre "Natività della Beata Vergine Maria";
- San Bellino: 26 novembre "San Bellino di Padova";
- Piano: durante le vacanze natalizie ha luogo un concerto nella Chiesa Parrocchiale con cori popolari;
- La Fiera di Ariano, di origine medioevale, fu istituita nel 1690 e fissata nel mese di settembre; ma probabilmente con l'accentuarsi della devozione per San Gaetano fu anticipata al mese di agosto.[72] Di essa, nel XIX secolo, non più esente da dazi e gabelle, rimase il mercato settimanale. Il mercato settimanale era fissato al mercoledì[73], spostato al lunedì nel XX secolo.

Una domenica che cade nella seconda metà del mese di novembre è dedicata alla "Festa del Ringraziamento" (ringraziamento per l'andamento soddisfacente dei raccolti e delle attività agricole). Dopo la celebrazione della messa si svolge una processione di mezzi agricoli per le vie del paese.

### Cinema Teatri Radio TV
Mentre nelle frazioni i Cinema - Teatro erano essenzialmente dei locali parrocchiali adibiti anche a questo scopo, nel capoluogo la famiglia Capatti, proprietaria del fabbricato, ha gestito per diversi decenni il Cinema Teatro Tescari di Ariano nel Polesine, ristrutturato e messo a norma nel 1983/1984 dopo l'incendio del Cinema Statuto a Torino nel 1983. 
Era aperto tutti i giorni della settimana; ospitò tra gli altri il complesso musicale I Ribelli di Adriano Celentano ed il cantante Luciano Taioli.
L'avvento della televisione commerciale ha portato alla sua chiusura definitiva nel 1987.
Le liberalizzazioni delle radio (Sentenza 202 della Corte Costituzionale del 28 luglio 1976), e successivamente delle televisioni, all'inizio degli anni ottanta, hanno portato anche Ariano ad essere sede di trasmissioni libere gestite e prodotte a livello locale, chiuse all'inizio degli anni novanta:
- una radio libera denominata "Radio Isola" che ha trasmesso soprattutto musica per diversi anni;
- un'emittente televisiva locale denominata "Studio 9", che ha trasmesso per qualche anno soprattutto film e Talk-show registrati con un pubblico composto da residenti locali e dei Comuni limitrofi.

La sala da ballo "Esperia" ha chiuso all'inizio degli anni novanta, la sala da ballo estiva una ventina d'anni prima; entrambe site lungo la via centrale del paese.

## Economia

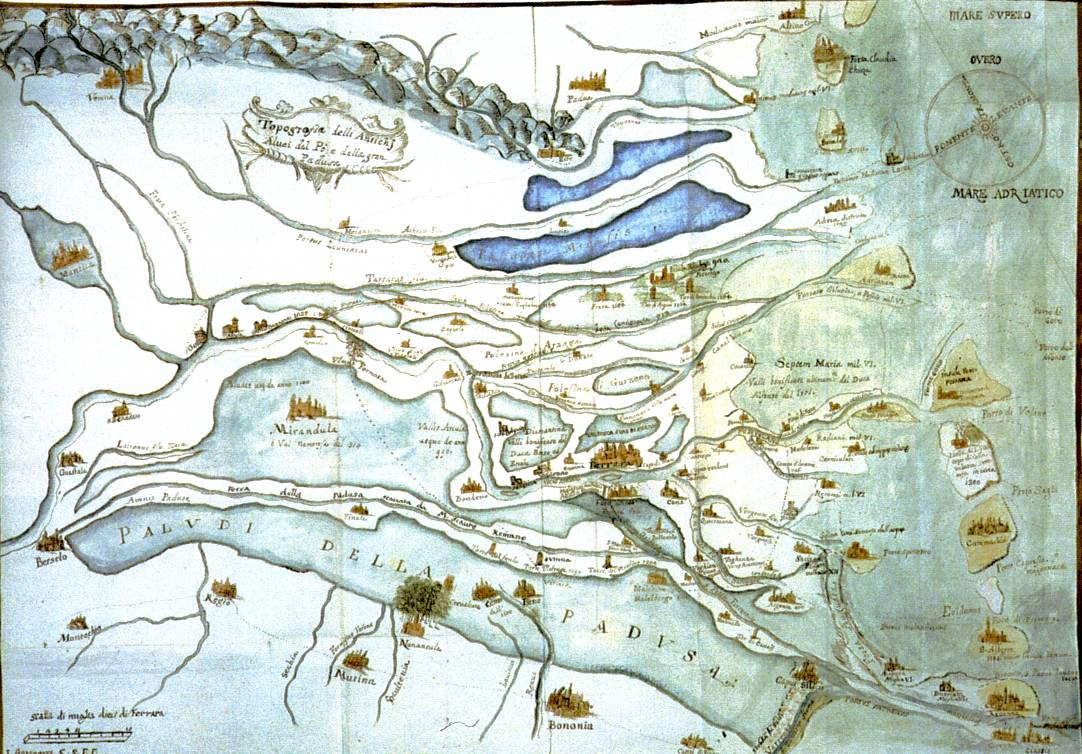
Le paludi e le isole formate dalle alluvioni del Po secondo una carta del 1570

Nei tempi antichi la natura dei luoghi determinava direttamente l'economia. L'ambiente paludoso era alimentato dal Po che apportava sedimenti fertilissimi, utili sia per l'agricoltura che per lo sviluppo dell'allevamento; d'altro canto la mancanza di opere per l'irreggimentazione delle acque lasciava le comunità in balia dei mutamenti del corso del fiume causati dalle repentine variazioni di portata. Il versante interno del cordone dunoso litoraneo offriva una maggiore sicurezza per la costruzione di abitazioni, oltre a prestarsi per l'ormeggio dei natanti e consentire oltre la pesca anche un'attività commerciale. Per questo i primi insediamenti in muratura arianesi si trovano a San Basilio, sopraelevati dal piano campagna circostante, con un molo nelle vicinanze. Anche la via Popilia, in epoca successiva, percorreva il versante a monte delle dune costiere. Gli allagamenti, quasi stagionali, provocavano lutti, carestie, e distruzione degli agglomerati abitativi costruiti in legno e canna palustre. Le ultime abitazioni in canna furono sostituite da altre più adeguate solo nel XIX secolo, sotto l'amministrazione austriaca.
L'immagine rappresenta bene la consistenza e l'ambiente in cui si trovava l'Isola di Ariano prima del Taglio di Porto Viro.
Le paludi stagnanti erano l'habitat ideale per la zanzara anofele, vettore della malaria, endemica fino al XX secolo, che contribuiva a falcidiare le piccole comunità residenti. Una conferma viene dalla descrizione che Giovanni B. Rampoldi fa di Ariano nella sua Corografia dell'Italia pubblicata nel 1831: Alquanto insalubre è l'aere che vi si respira; e quindi, comprensivi alcuni casolari dei dintorni, vi si annoverano poco più di duemila abitanti.
Una risorsa largamente disponibile era l'argilla, sfruttata sin dall'antichità. La rigogliosa foresta planiziale allora esistente forniva legno per la cottura, per la realizzazione di imbarcazioni e per le altre necessità. Lo stanziamento presso le dune litoranee forniva maggiore protezione dalle alluvioni e una minore diffusione della malaria dovuta alle repentine modifiche della salinità. La salinità però causava la deflocculazione delle argille rendendone impossibile l'utilizzo; la stessa era causa inoltre di gravi problemi all'attività agricola, obbligando così ad un'attività di scambio continuativo con le comunità che si trovavano più all'interno. Questa necessità fu assecondata anche dalla costruzione di piccoli canali, chiamati fosse, che, oltre a costituire le prime opere di bonifica, permettevano le comunicazioni stante l'impossibilità di contare su affidabili vie di terra.
Durante il periodo imperiale romano le attività di centuriazione e bonifica ebbero maggiore impulso contestualmente alla crescita di insediamenti abitativi. Queste vie d'acqua collegate con le foci del fiume divennero sempre più estese e capillari, utilizzate sino al XIX secolo anche per i viaggiatori. In particolare, in epoca medioevale, dall'attuale piazza Garibaldi, al centro del capoluogo, partiva un canale denominato Silvus Longus che si immetteva nel vicino Po di Goro, in quel periodo il ramo principale del Po. A San Basilio deviava e proseguiva, a ovest del cordone dunoso, sino al porto di Loreo. Già prima del taglio di Porto Viro le mappe lo raffigurano già interrato e sostituito dal grande bosco dei Sivelunghi.
Nel lungo periodo Medioevale è presente un declino economico e demografico, comune a tutti i territori deltizi del Po, aggravato da cambiamento del clima caratterizzato da un aumento della piovosità e da frequenti alluvioni con perdita di aree coltivabili.
L'importanza della lavorazione dell'argilla prosegue sino ai giorni nostri. Dopo il taglio di Porto Viro le mappe medioevali chiamano Po delle Fornaci il Po di Venezia che, ricco di sedimenti, sta rapidamente formando il nuovo delta del Po creando nuove terre.
Rimangono ancora presenti estese paludi salmastre anche nella parte vecchia dell'Isola di Ariano sino al XIX secolo.
La legge Baccarini del 1882 fu la prima che concesse finanziamenti statali ai Consorzi di bonifica. Consentì il sollevamento delle acque di alcuni comprensori e in particolare la costruzione dell'idrovora di Ca' Vendramin per il prosciugamento del comprensorio dell'Isola di Ariano.
Le fornaci delle golene sono state dismesse nella seconda metà del XX secolo e rimangono grandi testimoni di archeologia industriale, assieme a bietolerie e zuccherifici, dismessi gradualmente e utilizzati sino agli inizi del secolo successivo.
Il massimo dell'espansione demografica coincise anche con la grande alluvione del Po nel 1951. Il territorio dell'Isola di Ariano non ne fu coinvolto direttamente, ma il boom economico dell'Italia di quegli anni coinvolse i residenti nella grande migrazione interna verso le città del Triangolo industriale Milano, Torino, Genova.
In quel periodo, grazie all'opera dell'Ente Delta Padano, si realizzarono le nuove bonifiche, con frazionamento di parte del latifondo, e venne introdotta al suo posto la piccola proprietà contadina a riscatto. Battute di arresto si ebbero in occasione delle alluvioni che coinvolsero il territorio dovute alla rottura dell'argine sul Po di Goro: il 20 giugno 1957 in località Ca' Vendramin e il 2 novembre 1960 in località Rivà. Allora fu costruito ed è rimasto un ulteriore argine in terra, alto circa 2 metri, che si estende dalla località San Basilio sino a Taglio di Po.
L'economia, fino agli anni settanta principalmente basata sull'agricoltura, è ora prevalentemente fondata su piccole imprese artigiane e di servizi, imprese del settore conserviero e della commercializzazione di prodotti della pesca. La trasformazione delle realtà produttive ha tra l'altro comportato la chiusura negli anni ottanta di tre storiche attività risalenti al secondo dopoguerra (falegnameria e commercio legnami Manzoni, mobilificio Marangoni) e agli inizi del secolo (officine Campaci). Risalgono allo stesso periodo alcune attività manifatturiere ancora esistenti, officine meccaniche, lavorazione del marmo, manufatti in cemento. La popolazione dedita all'agricoltura è in netto calo, anche se la superficie coltivata è molto estesa. Si assiste a una progressiva concentrazione delle imprese agricole in mano a grandi aziende con relativa diminuzione dei coltivatori diretti.
Il mercato settimanale si svolge ogni lunedì nel capoluogo.
Conseguentemente i negozi non alimentari osservano la mezza giornata di chiusura il martedì pomeriggio.
I negozi alimentari chiudono il mercoledì pomeriggio.
I negozi di ferramenta possono optare tra il martedì pomeriggio e il sabato pomeriggio.
Il comune, facendo parte del Parco del Delta del Po, è stato riconosciuto "a prevalente economia turistica" dalla Regione Veneto con Legge Regionale 25/2/2005 nº 7, art. 7. In base a tale normativa, a seguito di richiesta rinnovata di anno in anno dall'Amministrazione Comunale, i negozi hanno la facoltà di deroga dalla chiusura infrasettimanale e festiva.
Il comune è stato inserito nel progetto del Governo in collaborazione con Telecom Italia denominato "anti digital divide" tendente a portare il collegamento ADSL a banda larga in 5 000 piccoli comuni d'Italia, utilizzando un sistema basato sull'installazione di ripetitori di onde radio a bassa frequenza. Dal 2007 tale tecnologia (il download non supera i 640 kBit/s) è stata attivata e resa disponibile.

### Aree produttive

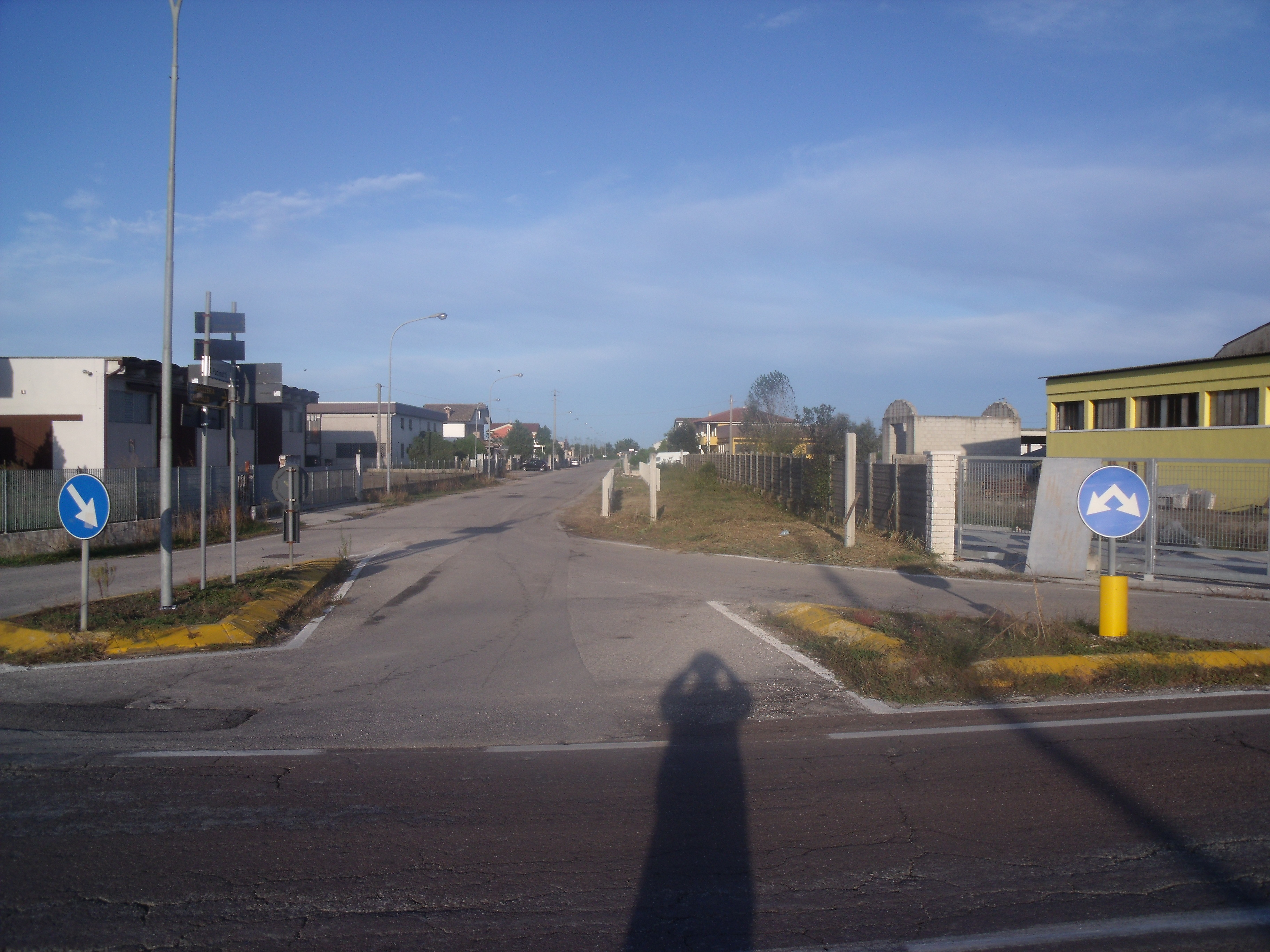
Ingresso ovest area artigianale Ramello-Botteghino

In località Ramello-Botteghino, a 3 km dal capoluogo, è urbanizzata e operativa l'omonima area P.P. I.P. (Piano Particolareggiato Insediamenti Produttivi) di circa 45 ettari, localizzata tra il vecchio e il nuovo tracciato della ex 'Strada 495 di Codigoro'.
Nel 2009 è stata individuata negli strumenti urbanistici un'ulteriore area produttiva di circa 50 ettari, ubicata lungo il tracciato della S.S. 309 "Romea", nella frazione di Rivà.

## Infrastrutture e trasporti
- La strada statale 309 Romea, attraversa il Comune di Ariano nel Polesine tra le frazioni di Rivà e Piano. Nel territorio comunale la stessa è ben distinta dall'antica Via Popilia (pressappoco l'attuale Via San Basilio), mentre solitamente in altre realtà va a sovrapporsi all'antica via romana.
- Il capoluogo è attraversato dalla ex strada statale 495 (di Codigoro) (Adria-Codigoro) in direzione nord/sud.

Quest'ultima, nel tratto veneto, è ora in gestione a Veneto Strade con la denominazione di strada regionale 495 Adria-Ariano nel Polesine.
Dovrebbe in parte sovrapporsi alla progettata strada europea E55 per il suo breve tratto interessante questo comune.
Il 27 luglio 1911 fu aperto il ponte in ferro sul Po di Goro tra Ariano nel Polesine e la frazione di Ariano in Provincia di Ferrara. Le "due Ariano" erano collegate sin dal 1882 dal passo con la barca a pedaggio.

### Trasporto pubblico
Il sistema del trasporto pubblico del capoluogo e delle frazioni principali è servito da linee extraurbane di autobus gestite da Busitalia che collega direttamente a nord con il capoluogo Rovigo con capolinea a Padova; con le principali località sulla direttiva nord-sud verso la provincia di Ferrara con capolinea a Ferrara e verso gli altri comuni contigui.
È poi possibile contattare, dalle 5.30 alle 23.30, il servizio radiotaxi di Adria e Rovigo. Un taxi fa servizio anche nel capoluogo.

### Ferrovie
Ariano nel Polesine era capolinea della parte operativa, inaugurata il 21 aprile 1933, della tratta ferroviaria Adria-Codigoro (la tratta Ariano-Codigoro era ancora a livello di progetto), sino ai bombardamenti del ponte ferroviario sul Po di Venezia del 14 luglio 1944.
Da allora la linea è stata dismessa.
Le prime carrozze a carrelli, trainate dalla locomotiva a vapore, erano state appositamente realizzate e denominate "modello Ariano".
Anche se ormai inutilizzabile in seguito ai danni subiti, la tratta fu oggetto anche in quel periodo dei seguenti provvedimenti della Repubblica Sociale Italiana:
- Verbale del Consiglio dei Ministri della Repubblica Sociale Italiana del 24 novembre 1943: Decreto relativo al riconoscimento concesso alla Società Veneta per costruzione ed esercizio di ferrovie secondarie italiane della qualità di suberedità alla Società Veneta-Emiliana di ferrovie e tramvie nella subconcessione della ferrovia Adria-Ariano Polesine"; su proposta del Ministro delle Comunicazioni Augusto Liverani; il seguito rinviato alla seduta dell'11 marzo 1944.[84]
- Verbale del Consiglio dei Ministri della Repubblica Sociale Italiana dell'11 marzo 1944: Schema di decreto per il riconoscimento della subconcessione della ferrovia Adria – Ariano Polesine; pubblicato con Decreto del Duce 8 giugno 1944, n. 520 (G.U. n. 205 del 2 settembre 1944)[85]

### Attracchi fluviali
Sul Po di Goro sono stati realizzati diversi attracchi fluviali, con fondi pubblici, ai quali si accede da rampe collegate ai terrapieni arginali. Sono formati da pontili galleggianti ancorati a palificazioni interrate. Sono presenti in località Santa Maria in Punta, Ariano nel Polesine, San Basilio, Rivà, Bacucco. Vengono utilizzati per la navigazione da diporto.

## Amministrazione
| Periodo | Periodo   | Primo cittadino         | Partito                     | Carica              | Note |
| ------- | --------- | ----------------------- | --------------------------- | ------------------- | ---- |
| 1866    | ?         | Vito Violati Tescari    |                             | Sindaco             |      |
| 1895    | 1904      | Gustavo Cristi          |                             | Sindaco             |      |
| 1904    | 1905      | Gaetano Violati Tescari |                             | Sindaco             |      |
| 1905    | 1905      | Gaetano Pavanati        |                             | Vicesindaco         |      |
| 1905    | 1914      | Gaetano Pavanati        |                             | Sindaco             |      |
| 1914    | 1914      | Arrigo Sandoli          |                             | Sindaco             |      |
| 1914    | 1916      | Ruggero Turrini         |                             | Consigliere anziano |      |
| 1916    | 1920      | Ruggero Turrini         |                             | Sindaco             |      |
| 1916    | 1920      | Giuseppe Carravieri     |                             | Vicesindaco         |      |
| 1920    | 1921      | Ermenegildo Fonsatti    | Partito Socialista Italiano | Sindaco             | †    |
| 1921    | 1921      | Emilio Cacciatori       |                             | Regio Commissario   |      |
| 1921    | 1922      | Giuseppe Masiero        |                             | Regio Commissario   |      |
| 1922    | 1922      | Angelo Pedrelli         |                             | Sindaco             |      |
| 1922    | 1927      | Gustavo Cristi          |                             | Vicesindaco         |      |
| 1922    | 1923      | Aristide Tumiatti       |                             | Sindaco             |      |
| 1923    | 1927      | cav. Alessandro Sartori |                             | Sindaco             |      |
| 1927    | 1927      | cav. Alessandro Sartori |                             | Comm. prefettizio   |      |
| 1927    | 1935      | cav. Alessandro Sartori | Partito Nazionale Fascista  | Podestà             |      |
| 1927    | 1935      | cav. Angelo Pedrelli    | Partito Nazionale Fascista  | Vice Podestà        |      |
| 1935    | 1935      | cav. Enrico Romanato    |                             | Comm. prefettizio   |      |
| 1935    | 1935      | Plinio Pavanini         |                             | Comm. prefettizio   |      |
| 1935    | 1942      | Plinio Pavanini         | Partito Nazionale Fascista  | Podestà             |      |
| 1935    | 1942      | Ugo Bertaglia           | Partito Nazionale Fascista  | Vice Podestà        |      |
| 1942    | 1942      | Guglielmo Sartori       |                             | Comm. prefettizio   |      |
| 1942    | 1943      | cav. Arrigo Bozzolan    |                             | Comm. prefettizio   |      |
| 1943    | 1943      | Aristide Tumiatti       |                             | Comm. prefettizio   |      |
| 1943    | 1943      | Guido Dal Prà           |                             | Comm. prefettizio   |      |
| 1943    | 1944      | Fulvio Dal Prà          |                             | Comm. prefettizio   |      |
| 1944    | 1945      | cav. Arrigo Bozzolan    |                             | Comm. prefettizio   |      |
| 1945    | 1945      | Silvio Saita            |                             | Comm. prefettizio   |      |
| 1945    | 1945      | Giuseppe Carravieri     | Partito Comunista Italiano  | Sindaco             |      |
| 1945    | 1945      | Ernesto Pavanati        | Partito Comunista Italiano  | Sindaco             |      |
| 1945    | 1946      | Antonio Mantovani       | Partito Comunista Italiano  | Sindaco             |      |
| 1946    | 1950      | Ugo Barchetta           | Partito Comunista Italiano  | Sindaco             |      |
| 1950    | 1950      | Calogero Centovella     |                             | Comm. prefettizio   |      |
| 1950    | 1950      | Pierino Rossi           |                             | Comm. prefettizio   |      |
| 1950    | 1951      | Gaetano Trapani         |                             | Comm. prefettizio   |      |
| 1951    | 1953      | Ugo Barchetta           | Partito Comunista Italiano  | Sindaco             |      |
| 1951    | 1956      | Mario Moschini          | Partito Socialista Italiano | Vicesindaco         |      |
| 1953    | 1961      | Angelo Pavanati         | Partito Comunista Italiano  | Sindaco             |      |
| 1956    | 1958      | Sestilio Cattozzi       | Partito Socialista Italiano | Vicesindaco         |      |
| 1958    | 1961      | Alfio Cattozzi          | Partito Socialista Italiano | Vicesindaco         |      |
| 1961    | 1965      | cav. Mario Zaneghetti   | Democrazia Cristiana        | Sindaco             | †    |
| 1965    | 1966      | Amos Ferrari            | Democrazia Cristiana        | Sindaco             |      |
| 1966    | 1967      | Giacomo Cicciò          |                             | Comm. prefettizio   |      |
| 1967    | 1968      | Vincenzo Mazzamuto      |                             | Comm. prefettizio   |      |
| 1968    | 1968      | Giuseppe Maggiore       |                             | Comm. prefettizio   |      |
| 1968    | 1968      | Vincenzo Mazzamuto      |                             | Comm. prefettizio   |      |
| 1968    | 1969      | Giuseppe Maggiore       |                             | Comm. prefettizio   |      |
| 1969    | 1970      | Luigi Santaniello       |                             | Comm. prefettizio   |      |
| 1970    | 1975      | Alfio Cattozzi          | Partito Socialista Italiano | Sindaco             |      |
| 1975    | 1977      | Ulderico Tasfai Zanella | Partito Comunista Italiano  | Sindaco             |      |
| 1977    | 1980      | Giuseppe Romagnoli      | Partito Comunista Italiano  | Sindaco             |      |
| 1980    | 1981      | Luciano Crepaldi        | Partito Socialista Italiano | Sindaco             |      |
| 1981    | 1982      | Pietro Ronsisvalle      |                             | Comm. prefettizio   |      |
| 1982    | 1985      | Giuseppe Romagnoli      | Partito Comunista Italiano  | Sindaco             |      |
| 1985    | 1987      | Giulio Beltrame         | Democrazia Cristiana        | Sindaco             |      |
| 1987    | 1989      | Nicolino Mangolini      | Partito Comunista Italiano  | Sindaco             |      |
| 1989    | 1990      | Giulio Beltrame         | Democrazia Cristiana        | Sindaco             |      |
| 1990    | 1992      | Savino Tessarin         | Democrazia Cristiana        | Sindaco             |      |
| 1992    | 1994      | Daniele Beltrami        | Democrazia Cristiana        | Sindaco             |      |
| 1994    | 1999      | Fabio Biolcati          | Centro-sinistra             | Sindaco             |      |
| 1999    | 2004      | Fabio Biolcati          | Centro-sinistra             | Sindaco             |      |
| 2004    | 2009      | Giovanni Chillemi       | Centro-destra               | Sindaco             |      |
| 2009    | 2014      | Giovanni Chillemi       | Centro-destra               | Sindaco             |      |
| 2014    | 2019      | Carmen Maria Rita Mauri | Centro-destra               | Sindaco             |      |
| 2019    | in carica | Luisa Beltrame          | Centro-sinistra             | Sindaco             |      |

### Gemellaggi
In ottemperanza al regolamento approvato dal consiglio comunale con deliberazioni nº 10 del 28/3/2002 e nº 22 dell'11/6/2005, la giunta municipale, con provvedimento 29/12/2005 nº 256, ha deliberato il gemellaggio con:
- Pont-Sainte-Marie, un comune francese di 5 237 abitanti situato nel dipartimento dell'Aube, nella regione della Champagne-Ardenne.

## Sport
Gli sport più praticati sono il calcio (a livello maschile) e la pallavolo. È da anni presente anche una piccola società pugilistica.
La pallavolo, rappresentata dalla società il G.S.A. Pallavolo Ariano, con la sua squadra femminile raggiunge la Serie B1 nella stagione 2003-2004, mentre quella maschile raggiunge la Serie B2 nella stagione 2008-2009.
L'Arianese Calcio vince il girone B del campionato di prima categoria nel 1969; gioca nel Campionato "Eccellenza" nel 2003/2004.
La squadra di Calcio a 5 si è classificata al secondo posto nel campionato italiano 2002/2003 Lega Nazionale UISP; al primo posto nel 2011/2012.
Di Ariano è Marta Menegatti, giocatrice di beach volley femminile, che il 23 agosto 2009 si è aggiudicata il titolo nazionale nella categoria "assoluti". Il 29 agosto è divenuta anche campionessa d'Europa nella categoria "Under 20". Il 19 settembre 2010 è vicecampione del mondo "juniores" in Turchia, in coppia con Victoria Orsi Toth. Il 14 agosto 2011 a Kristiansand, in Norvegia, è campionessa europea in coppia con Greta Cicolari. Il 28 giugno 2013 a Mersin in Turchia è medaglia d'oro ai Giochi del Mediterraneo in coppia con Greta Cicolari.
Nel locale palazzetto dello sport sono stati disputati i seguenti incontri di boxe:
- 29 ottobre 2004 - titolo intercontinentale maschile, categoria pesi mediomassimi, versione E.U.
- 18 settembre 2007 - titolo mondiale femminile, categoria pesi gallo, versione W.B.C.